# Bullia annulata
Bullia annulata, tên tiếng Anh: annulated plough shell, là một loài ốc biển, là động vật thân mềm chân bụng sống ở biển thuộc họ Nassariidae.